# Дамрак
Да́мрак (нидерл. Damrak) — улица в центре Амстердама, бывший канал, засыпанный в 1845—1883 гг., проходит между Центральным железнодорожным вокзалом и площадью Дам, с севера на юг. Это главная улица, по которой люди попадают с железнодорожной станции в центр Амстердама. На ней расположены культурные центры, множество кафе, ремесленных мастерских и музеев. На пересечении Дамрак с улицей Рокин находится историческая площадь Дам.

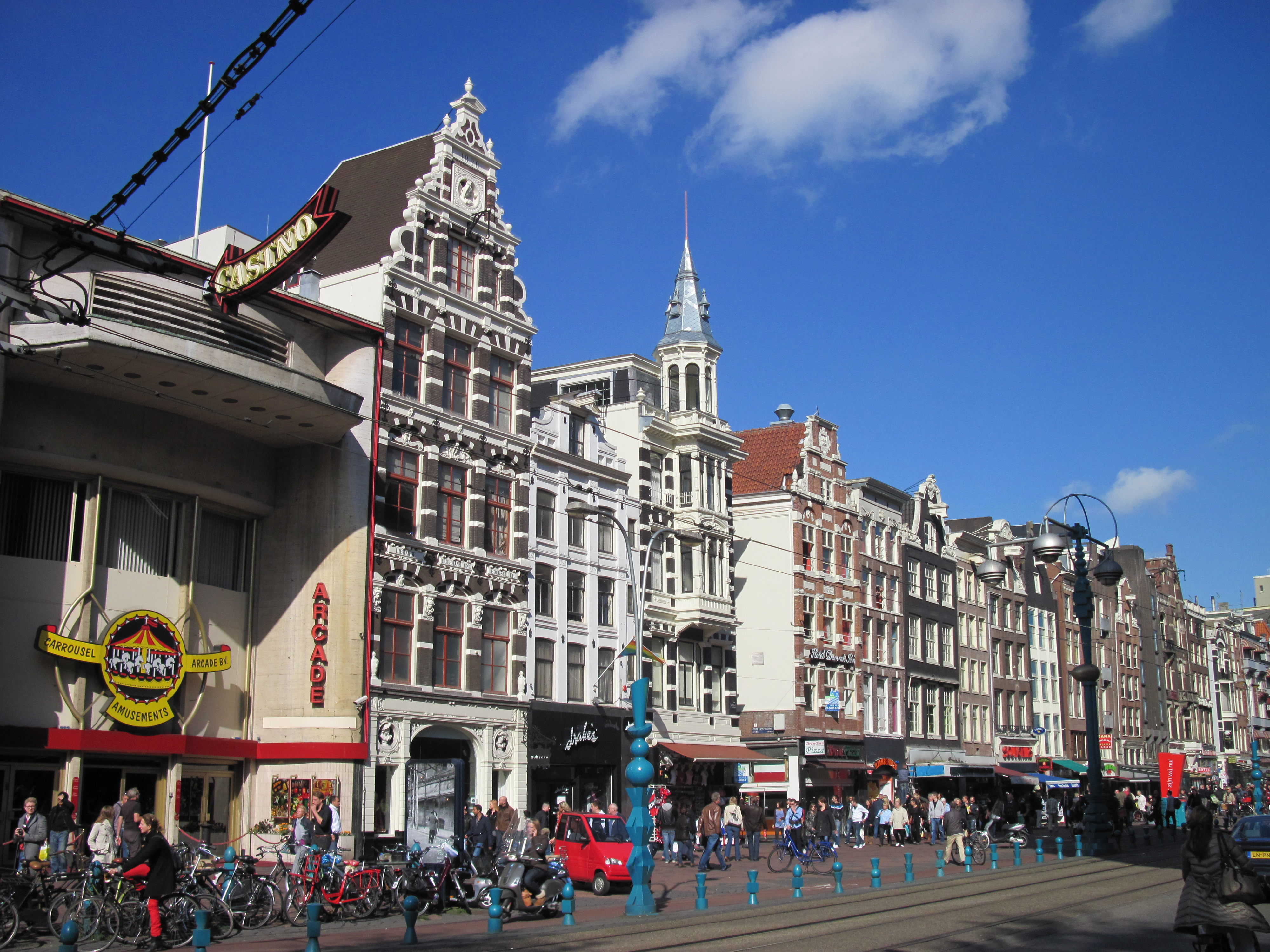
Улица Дамрак около площади Дам

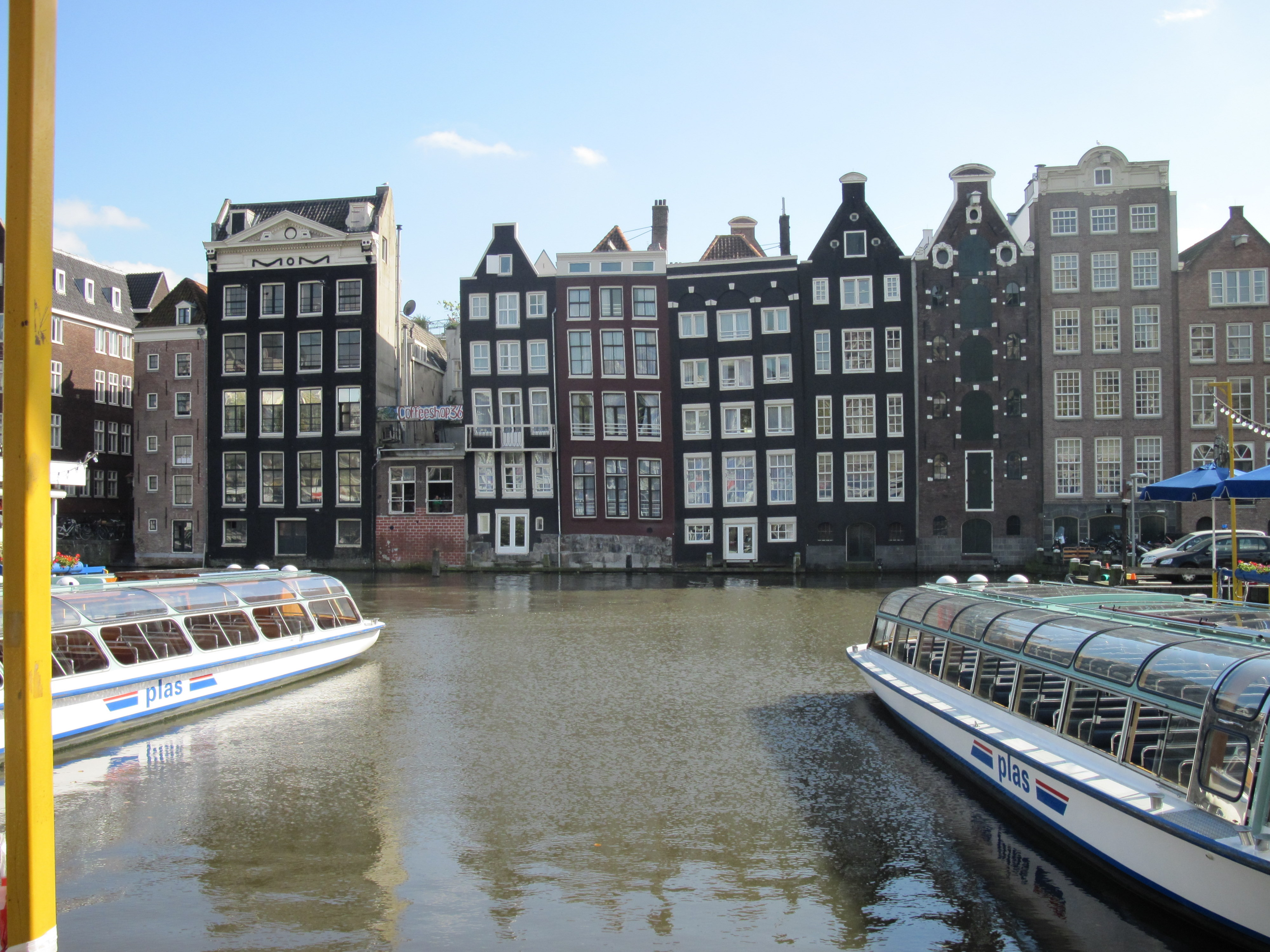
«Пляшущие» дома на улице Дамрак

В связи с тем, что на этой улице находится здание Биржи Берлаге, первой в Европе фондовой биржи, а также несколько других зданий, связанных с финансовой деятельностью, которые были возведены там в начале 20-го века, термин «Damrak» стал синонимом Амстердамской фондовой биржи так же, как Уолл-стрит является синонимом Нью-Йоркской фондовой биржи и NASDAQ.